# Kaiserpokal 2017
Der Kaiserpokal 2017 war die 97. Austragung des Kaiserpokals, des höchsten japanischen Fußballpokalwettbewerbs.
Im Vergleich zu den vorherigen Spielzeiten wurde der Wettbewerb zeitlich ausgedehnt, so fand die erste Runde anstatt im August schon im April statt. Das Endspiel verblieb jedoch wie gewohnt am 1. Januar des Folgejahres und wurde im Saitama Stadium 2002 ausgetragen. Durch die zeitliche Neuordnung war es nicht mehr notwendig, dass die Champions-League-Teilnehmer erst im Achtelfinale des Wettbewerbs einstiegen; diese gingen nun schon in der zweiten Runde zusammen mit den übrigen Vereinen der J1 League und J2 League an den Start. Die Gesamtanzahl der Teilnehmer blieb jedoch unverändert, neben den 40 Profivereinen spielten die Sieger der 47 Präfekturwettbewerbe sowie der Meister der Japan Football League 2016 um den Pokal.
Im Endspiel standen sich Cerezo Osaka und Yokohama F. Marinos gegenüber; durch ein Tor von Kōta Mizunuma in der Verlängerung gewann Cerezo den Pokal und qualifizierte sich somit für die Gruppenphase AFC Champions League 2018.

## Terminplan
Der Terminplan wurde am 8. Dezember 2016 veröffentlicht.
Die 40 Mannschaften der J1 League 2017 und J2 League 2017 stiegen in der 2. Runde in den Wettbewerb ein.
| Runde         | Datum              | Anzahl der Teilnehmer |
| ------------- | ------------------ | --------------------- |
| 1. Runde      | 22./23. April 2017 | 48 → 24               |
| 2. Runde      | 21. Juni 2017      | 24 + 40 = 64 → 32     |
| 3. Runde      | 12. Juli 2017      | 32 → 16               |
| Achtelfinale  | 20. September 2017 | 16 → 8                |
| Viertelfinale | 25. Oktober 2017   | 8 → 4                 |
| Halbfinale    | 23. Dezember 2017  | 4 → 2                 |
| Finale        | 1. Januar 2018     | 2 → 1                 |

## Teilnehmer
Insgesamt nahmen 88 Mannschaften am Wettbewerb teil. Neben den achtzehn Vereinen der J1 League 2017 und den 22 Teams der J2 League 2017 qualifizierten sich auch die Pokalsieger der 47 Präfekturen Japans sowie der Gewinner der Japan Football League 2016.
| J1 League 2017 | J2 League 2017 | Japan Football League 2016/Präfektur-Pokalsieger 2017 | Japan Football League 2016/Präfektur-Pokalsieger 2017 |
| - Albirex Niigata - Cerezo Osaka - Consadole Sapporo - Gamba Osaka - Júbilo Iwata - Kashima Antlers - Kashiwa Reysol - Kawasaki Frontale - Ōmiya Ardija - Sagan Tosu - Sanfrecce Hiroshima - Shimizu S-Pulse - FC Tokyo - Urawa Red Diamonds - Vegalta Sendai - Ventforet Kofu - Vissel Kōbe - Yokohama F. Marinos | - Avispa Fukuoka - Ehime FC - Fagiano Okayama - FC Gifu - JEF United Ichihara Chiba - Kamatamare Sanuki - Kyōto Sanga - FC Machida Zelvia - Matsumoto Yamaga FC - Mito Hollyhock - Montedio Yamagata - Nagoya Grampus - Ōita Trinita - Renofa Yamaguchi FC - Roasso Kumamoto - Shonan Bellmare - Thespakusatsu Gunma - Tokushima Vortis - Tokyo Verdy - V-Varen Nagasaki - Yokohama FC - Zweigen Kanazawa | - Meister JFL 2016: Honda FC - Hokkaidō: Norbritz Hokkaidō FC (Hokkaidō-Regionalliga) - Aomori: Vanraure Hachinohe (Japan Football League) - Iwate: Grulla Morioka (J3 League) - Miyagi: Sony Sendai FC (Japan Football League) - Akita: Blaublitz Akita (J3 League) - Yamagata: FC Parafrente Yonezawa (Tōhoku-Regionalliga, Div. 2 Süd) - Fukushima: Iwaki FC (Präfekturliga) - Ibaraki: University of Tsukuba SC (Universitätsliga Kantō) - Tochigi: Tochigi Uva FC (Japan Football League) - Gunma: tonan Maebashi (Kantō-Regionalliga, Div. 2) - Saitama: Tokyo International University SC (Universitätsliga Kantō) - Chiba: Briobecca Urayasu (Japan Football League) - Tokio: Kokushikan University SC (Universitätsliga Kantō) - Kanagawa: YSCC Yokohama (J3 League) - Yamanashi: Nirasaki Astros (Präfekturliga) - Nagano: AC Nagano Parceiro (J3 League) - Niigata: Niigata University of Health and Welfare SC (Universitätsliga Hokushin’etsu) - Toyama: Kataller Toyama (J3 League) - Ishikawa: Hokuriku University SC (Universitätsliga Hokushin’etsu) - Fukui: Saurcos Fukui (Hokushin’etsu-Regionalliga) - Shizuoka: azul claro Numazu (J3 League) - Aichi: FC Maruyasu Okazaki (Japan Football League) - Mie: Suzuka Unlimited FC (Tōkai-Regionalliga) | - Gifu: Gifu Keizai University SC (Tōkai-Universitätsliga) - Shiga: Biwako Seikei Sport College SC (Universitätsliga Kansai) - Kyōto: Amitie SC Kyōto (Kansai-Regionalliga) - Osaka: FC Osaka (Japan Football League) - Hyōgo: Banditonce Kakogawa (Kansai-Regionalliga) - Nara: Nara Club (Japan Football League) - Wakayama: Arterivo Wakayama (Kansai-Regionalliga) - Tottori: Gainare Tottori (J3 League) - Shimane: Matsue City FC (Chūgoku-Regionalliga) - Okayama: Mitsubishi Motors Mizushima FC (Chūgoku-Regionalliga) - Hiroshima: SRC Hiroshima (Chūgoku-Regionalliga) - Yamaguchi: Tokuyama University SC (Universitätsliga Chūgoku) - Kagawa: R.VELHO Takamatsu (Shikoku-Regionalliga) - Tokushima: FC Tokushima Celeste (Shikoku-Regionalliga) - Ehime: FC Imabari (Japan Football League) - Kōchi: Kōchi United SC (Shikoku-Regionalliga) - Fukuoka: Giravanz Kitakyūshū (J3 League) - Saga: Saga University SC (Universitätsliga Kyūshū) - Nagasaki: MD Nagasaki (Präfekturliga) - Kumamoto: Kumamoto Teachers FC (Kyūshū-Regionalliga) - Ōita: Verspah Ōita (Japan Football League) - Miyazaki: Miyazaki Sangyō-keiei University SC (Universitätsliga Kyūshū) - Kagoshima: Kagoshima United FC (J3 League) - Okinawa: FC Ryūkyū (J3 League) |

## Spielplan und Ergebnisse
Der Spielplan der ersten bis dritten Runde wurde am 16. Februar 2017 bekanntgegeben.

### 1. Runde
Alle Zeiten in UTC+9 angegeben
| Datum                 |                                     | Ergebnis              |                                             |
| --------------------- | ----------------------------------- | --------------------- | ------------------------------------------- |
| 22. April 2017, 13:00 | Arterivo Wakayama                   | 2:3 n. V.             | FC Maruyasu Okazaki                         |
| 22. April 2017, 13:00 | Iwaki FC                            | 8:2                   | Norbritz Hokkaidō                           |
| 23. April 2017, 13:00 | Giravanz Kitakyūshū                 | 10:0                  | R.VELHO Takamatsu                           |
| 23. April 2017, 13:00 | Nirasaki Astros                     | 1:5                   | Briobecca Urayasu                           |
| 22. April 2017, 13:00 | AC Nagano Parceiro                  | 1:0                   | Suzuka Unlimited FC                         |
| 23. April 2017, 13:00 | FC Ryūkyū                           | 5:5 n. V. (3:5 i. E.) | FC Imabari                                  |
| 23. April 2017, 13:00 | Verspah Ōita                        | 2:1                   | Kōchi United SC                             |
| 23. April 2017, 13:00 | Honda FC                            | 1:0 n. V.             | Biwako Seikei Sport College SC              |
| 22. April 2017, 13:00 | Blaublitz Akita                     | 1:2                   | Kokushikan University SC                    |
| 22. April 2017, 13:00 | tonan Maebashi                      | 1:0                   | Tokyo International University SC           |
| 23. April 2017, 13:00 | YSCC Yokohama                       | 1:2                   | University of Tsukuba SC                    |
| 22. April 2017, 13:00 | Miyazaki Sangyō-keiei University SC | 2:1                   | Tokuyama University SC                      |
| 23. April 2017, 13:00 | Grulla Morioka                      | 2:0                   | Sony Sendai FC                              |
| 22. April 2017, 13:00 | Hokuriku University SC              | 0:2 n. V.             | Banditonce Kakogawa                         |
| 22. April 2017, 13:00 | Gifu Keizai University SC           | 1:3                   | Niigata University of Health and Welfare SC |
| 23. April 2017, 13:00 | Kataller Toyama                     | 1:0                   | Amitie SC Kyōto                             |
| 22. April 2017, 14:00 | FC Osaka                            | 4:1                   | Saga University SC                          |
| 22. April 2017, 13:00 | Azul Claro Numazu                   | 1:0                   | Saurcos Fukui                               |
| 22. April 2017, 13:00 | Tochigi Uva FC                      | 6:1                   | FC Parafrente Yonezawa                      |
| 22. April 2017, 13:00 | Nara Club                           | 0:1 n. V.             | Vanraure Hachinohe                          |
| 23. April 2017, 14:00 | SRC Hiroshima                       | 1:0                   | Mitsubishi Motors Mizushima FC              |
| 23. April 2017, 13:00 | Gainare Tottori                     | 0:1                   | Kagoshima United FC                         |
| 23. April 2017, 13:00 | Kumamoto Teachers SC                | 0:4                   | Matsue City FC                              |
| 22. April 2017, 13:00 | FC Tokushima Celeste                | 1:2                   | MD Nagasaki                                 |

### 2. Runde
Alle Zeiten in UTC+9 angegeben
| Datum                |                            | Ergebnis              |                                             |
| -------------------- | -------------------------- | --------------------- | ------------------------------------------- |
| 21. Juni 2017, 19:00 | Kashima Antlers            | 5:0                   | FC Maruyasu Okazaki                         |
| 21. Juni 2017, 19:00 | Montedio Yamagata          | 1:0 n. V.             | V-Varen Nagasaki                            |
| 21. Juni 2017, 19:00 | Hokkaido Consadole Sapporo | 2:5 n. V.             | Iwaki FC                                    |
| 21. Juni 2017, 19:00 | Shimizu S-Pulse            | 4:1                   | Giravanz Kitakyūshū                         |
| 21. Juni 2017, 19:00 | Kashiwa Reysol             | 1:0                   | Briobecca Urayasu                           |
| 21. Juni 2017, 19:00 | FC Machida Zelvia          | 2:4                   | Ōita Trinita                                |
| 21. Juni 2017, 19:00 | FC Tokyo                   | 1:1 n. V. (4:5 i. E.) | AC Nagano Parceiro                          |
| 21. Juni 2017, 19:00 | Fagiano Okayama            | 0:0 n. V. (5:3 i. E.) | FC Imabari                                  |
| 21. Juni 2017, 19:00 | Gamba Osaka                | 3:0                   | Verspah Ōita                                |
| 21. Juni 2017, 19:00 | JEF United Ichihara Chiba  | 1:0                   | Tokyo Verdy                                 |
| 21. Juni 2017, 19:00 | Júbilo Iwata               | 2:2 n. V. (5:4 i. E.) | Honda FC                                    |
| 21. Juni 2017, 19:00 | Shonan Bellmare            | 1:0 n. V.             | Kokushikan University SC                    |
| 21. Juni 2017, 19:00 | Ōmiya Ardija               | 3:0                   | tonan Maebashi                              |
| 21. Juni 2017, 19:00 | Ehime FC                   | 2:1                   | Kamatamare Sanuki                           |
| 21. Juni 2017, 19:00 | Vegalta Sendai             | 2:3                   | University of Tsukuba SC                    |
| 21. Juni 2017, 19:00 | Avispa Fukuoka             | 4:2                   | Miyazaki Sangyō-keiei University SC         |
| 21. Juni 2017, 19:00 | Urawa Red Diamonds         | 3:2                   | Grulla Morioka                              |
| 21. Juni 2017, 19:00 | Mito HollyHock             | 1:2 n. V.             | Roasso Kumamoto                             |
| 21. Juni 2017, 19:00 | Albirex Niigata            | 2:1 n. V.             | Banditonce Kakogawa                         |
| 21. Juni 2017, 19:00 | Cerezo Osaka               | 2:0                   | Niigata University of Health and Welfare SC |
| 21. Juni 2017, 19:00 | Vissel Kobe                | 3:1                   | Kataller Toyama                             |
| 21. Juni 2017, 19:00 | Zweigen Kanazawa           | 2:0                   | Yokohama FC                                 |
| 21. Juni 2017, 19:00 | Yokohama F. Marinos        | 3:1                   | FC Osaka                                    |
| 21. Juni 2017, 19:00 | Kyōto Sanga                | 0:1                   | azul claro Numazu                           |
| 21. Juni 2017, 19:00 | Kawasaki Frontale          | 2:0                   | Tochigi UVA FC                              |
| 21. Juni 2017, 19:00 | Renofa Yamaguchi           | 1:2                   | Thespakusatsu Gunma                         |
| 21. Juni 2017, 19:00 | Ventforet Kofu             | 0:1                   | Vanraure Hachinohe                          |
| 21. Juni 2017, 19:00 | Nagoya Grampus             | 6:0                   | SRC Hiroshima                               |
| 21. Juni 2017, 19:00 | Sanfrecce Hiroshima        | 3:2                   | Kagoshima United FC                         |
| 21. Juni 2017, 19:00 | Tokushima Vortis           | 0:3                   | FC Gifu                                     |
| 21. Juni 2017, 19:00 | Sagan Tosu                 | 3:0                   | Matsue City FC                              |
| 21. Juni 2017, 19:00 | Matsumoto Yamaga           | 4:0                   | MD Nagasaki                                 |

### 3. Runde
Alle Zeiten in UTC+9 angegeben
| Datum                 |                          | Ergebnis  |                           |
| --------------------- | ------------------------ | --------- | ------------------------- |
| 12. Juli 2017, 19:00  | Kashima Antlers          | 5:0       | Montedio Yamagata         |
| 12. Juli 2017, 19:00  | Iwaki FC                 | 0:2       | Shimizu S-Pulse           |
| 12. Juli 2017, 19:00  | Kashiwa Reysol           | 2:0       | Ōita Trinita              |
| 12. Juli 2017, 19:00  | AC Nagano Parceiro       | 1:0       | Fagiano Okayama           |
| 12. Juli 2017, 19:00  | Gamba Osaka              | 2:0       | JEF United Ichihara Chiba |
| 12. Juli 2017, 19:00  | Júbilo Iwata             | 4:1       | Shonan Bellmare           |
| 12. Juli 2017, 19:00  | Ōmiya Ardija             | 3:2 n. V. | Ehime FC                  |
| 12. Juli 2017, 19:30  | University of Tsukuba SC | 2:1       | Avispa Fukuoka            |
| 12. Juli 2017, 19:00  | Urawa Red Diamonds       | 1:0       | Roasso Kumamoto           |
| 12. Juli 2017, 19:00  | Albirex Niigata          | 2:3 n. V. | Cerezo Osaka              |
| 12. Juli 2017, 19:00  | Vissel Kobe              | 3:1       | Zweigen Kanazawa          |
| 12. Juli 2017, 19:00  | Yokohama F. Marinos      | 4:2       | azul claro Numazu         |
| 12. Juli 2017, 19:00  | Kawasaki Frontale        | 4:0       | Thespakusatsu Gunma       |
| 2. August 2017, 19:00 | Vanraure Hachinohe       | 1:2       | Nagoya Grampus            |
| 12. Juli 2017, 19:00  | Sanfrecce Hiroshima      | 2:1       | FC Gifu                   |
| 12. Juli 2017, 19:00  | Sagan Tosu               | 1:2       | Matsumoto Yamaga          |

### 4. Runde
Alle Zeiten in UTC+9 angegeben
| Datum                     |                          | Ergebnis  |                     |
| ------------------------- | ------------------------ | --------- | ------------------- |
| 20. September 2017, 19:00 | Matsumoto Yamaga FC      | 0:2       | Vissel Kōbe         |
| 20. September 2017, 19:00 | AC Nagano Parceiro       | 0:1       | Júbilo Iwata        |
| 20. September 2017, 19:00 | Yokohama F. Marinos      | 3:2 n. V. | Sanfrecce Hiroshima |
| 20. September 2017, 19:00 | University of Tsukuba SC | 0:2       | Ōmiya Ardija        |
| 20. September 2017, 19:00 | Cerezo Osaka             | 1:0       | Nagoya Grampus      |
| 20. September 2017, 19:00 | Gamba Osaka              | 2:3       | Kashiwa Reysol      |
| 20. September 2017, 19:00 | Urawa Red Diamonds       | 2:4       | Kashima Antlers     |
| 20. September 2017, 19:00 | Kawasaki Frontale        | 4:1       | Shimizu S-Pulse     |

### Viertelfinale
Alle Zeiten in UTC+9 angegeben
| Datum                   |                     | Ergebnis              |                 |
| ----------------------- | ------------------- | --------------------- | --------------- |
| 25. Oktober 2017, 19:00 | Vissel Kōbe         | 1:1 n. V. (5:4 i. E.) | Kashima Antlers |
| 25. Oktober 2017, 19:00 | Yokohama F. Marinos | 1:0                   | Júbilo Iwata    |
| 25. Oktober 2017, 19:00 | Cerezo Osaka        | 2:0                   | Ōmiya Ardija    |
| 25. Oktober 2017, 19:30 | Kawasaki Frontale   | 0:1                   | Kashiwa Reysol  |

### Halbfinale
Alle Zeiten in UTC+9 angegeben
| Datum                    |                     | Ergebnis  |                |
| ------------------------ | ------------------- | --------- | -------------- |
| 23. Dezember 2017, 13:00 | Vissel Kōbe         | 1:3 n. V. | Cerezo Osaka   |
| 23. Dezember 2017, 15:05 | Yokohama F. Marinos | 2:1 n. V. | Kashiwa Reysol |

### Finale
Das Finale wurde am 1. Januar 2018 ausgetragen. Da die traditionelle Final-Austragungsstätte, das Olympiastadion Tokio, aufgrund eines Neubaus am gleichen Ort nicht zur Verfügung stand, wurde das Spiel in das Saitama Stadium 2002 vergeben.
| Paarung             | Cerezo Osaka – Yokohama F. Marinos |
| Ergebnis            | 2:1 n. V. (1:1, 0:1) |
| Datum               | 1. Januar 2018 um 14:40 Uhr UTC+9 |
| Stadion             | Saitama Stadium 2002, Saitama, Präfektur Saitama |
| Zuschauer           | 42.029 |
| Schiedsrichter      | Minoru Tōjō |
| Tore                | 0:1 Shō Itō (8.), 1:1 Kazuya Yamamura (65.), 2:1 Kōta Mizunuma (95.) |
| Cerezo Osaka        | Kim Jin-hyeon – Riku Matsuda, Yasuki Kimoto, Matej Jonjić, Yūsuke Maruhashi (77. Yūsuke Tanaka) – Kōta Mizunuma, Souza (119. Daichi Akiyama), Hotaru Yamaguchi, Hiroshi Kiyotake – Yōichirō Kakitani (80. Ricardo Santos), Kazuya Yamamura Cheftrainer: Yoon Jong-hwan |
| Yokohama F. Marinos | Hiroki Iikura – Ken Matsubara, Jeong-su Park, Yūji Nakazawa, Takumi Shimohira – Jun Amano (106. Naoki Maeda), Kōsuke Nakamachi – Quenten Martinus, David Babunski (70. Hugo Vieira), Ryōsuke Yamanaka (45.+1' Keita Endō) – Shō Itō Cheftrainer: Erick Mombaerts       |
| Gelbe Karten        | Souza, Riku Matsuda, Ricardo Santos – Quenten Martinus, Hugo Vieira |